# Erioptera (Erioptera) lunicola
Erioptera (Erioptera) lunicola is een tweevleugelige uit de familie steltmuggen (Limoniidae). De soort komt voor in het Oriëntaals en Australaziatisch gebied.